# Pyrausta pilatealis
Pyrausta pilatealis là một loài bướm đêm trong họ Crambidae.